# Begonia androrangensis
Begonia androrangensis é uma espécie de Begonia.